# Julian Sands
Julian Richard Morley Sands (ur. 4 stycznia 1958 w Otley, zm. ok. 13 stycznia 2023 w górach San Gabriel) – brytyjski aktor, scenarzysta i reżyser.

## Życiorys

### Wczesne lata
Urodził się w Otley w hrabstwie West Yorkshire jako trzeci z pięciu chłopców. Dorastał w Arthington w Yorkshire wraz z czterema braćmi – Robinem, Jeremym, Nicholasem i Quentinem. Jego rodzice rozwiedli się w 1963 kiedy miał pięć lat. Jego matka, Brenda, zajmowała się teatrem amatorskim i zabierała Sandsa do kina na Laurence’a Oliviera jako Ryszarda III i Zulu. Początkowo chciał być geologiem. Uczęszczał do Lord Wandsworth College w Hampshire, a potem kontynuował naukę w Forum Theatre Company. W 1979 ukończył Central School of Speech and Drama w Londynie, gdzie spotkał swoją przyszłą pierwszą żonę i Dereka Jarmana, który zaangażował go do teledysku Marianne Faithfull „Broken English” (1979).

### Kariera
Występował na londyńskiej scenie Forum Theatre Company, zanim zadebiutował na dużym ekranie w komediodramacie wojennym Parada szeregowców (Privates on Parade, 1982) jako wspinacz marynarz. Jego pierwszą dużą rolą był Guy Lough w miniserialu Żonaty (A Married Man, 1983) z Anthonym Hopkinsem. Następnie pojawił się w komedii Jankes na Oksfordzie (Oxford Blues, 1984) z Robem Lowe. Kinowa kariera rozwinęła się, po jego roli fotografa Jona Swaina w dramacie historyczno-wojennym Rolanda Joffé Pola śmierci (The Killing Fields, 1984). Potem został obsadzony jako ekscentryczny elegant George Emerson w adaptacji powieści E.M. Forstera Pokój z widokiem (A Room with a View, 1985) Jamesa Ivory’ego z Heleną Bonham Carter. Można go było zobaczyć także na małym ekranie w serialach BBC: Gra na dzisiaj (Play for Today, 1982) i Skrzynka przyjemności (The Box of Delights, 1984), dramacie telewizyjnym Poślubiony człowiek (A Married Man, 1984) z Anthonym Hopkinsem, melodramacie NBC Romans w Orient Expressie 125 (Romance on the Orient Express, 1985) z Cheryl Ladd.
W 1987 przeniósł się do Hollywood, które podbił tytułową rolą w filmie Czarnoksiężnik (Warlock, 1989) z Lori Singer i sequelu Czarnoksiężnik 2 (Warlock II: The Armageddon, 1993) z udziałem Joanny Pacuły.

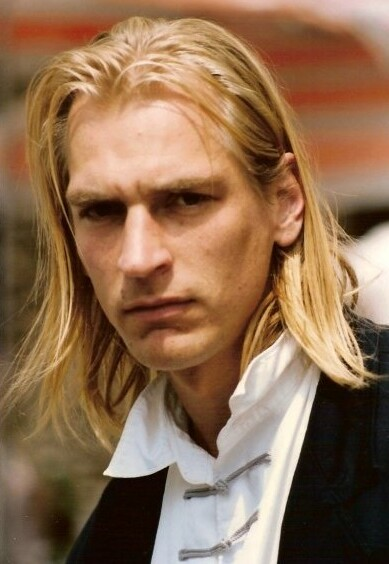
Julian Sands (1990)

Anne Rice, autorka książki Wywiad z wampirem, chciała, by to on, a nie Tom Cruise, zagrał Lestata w filmowej adaptacji powieści, ale producenci uznali, że nie jest wystarczająco znanym aktorem. Otrzymał później role w takich produkcjach jak Arachnofobia (Arachnophobia, 1990), Uwięziona Helena (Boxing Helena, 1993) jako psychopatyczny lekarz z fetyszyzmem dla amputacji z Sherilyn Fenn i dramat Zostawić Las Vegas (Leaving Las Vegas, 1995) u boku Nicolasa Cage’a. Kandydował do roli Travisa Dane’a w filmie sensacyjnym Liberator 2 (1995).
Użyczył głosu Valmontowi, bohaterowi filmu animowanego Przygody Jackie Chana (Jackie Chan Adventures, 2000-2001). Pojawił się także na srebrnym ekranie w serialach – Gwiezdne wrota (Stargate SG-1, 2005) jako Doci pracujący dla złego odłamu Pradawnych, Ori oraz 24 godziny (24, 2006) w roli billionera-terrorysty Vładimira Bierko.
W sierpniu 2011 wystąpił z powodzeniem na scenie podczas Edinburgh Fringe Festival w sztuce Harolda Pintera Rocznica (Celebration) w reżyserii Johna Malkovicha. Ponownie zagrał w tym monodramie 15 marca 2016 na off-Broadwayu w The Irish Repertory Theatre. W 2013 był nominowany do nagrody Drama Desk w kategorii wybitny występ solowy.

## Życie prywatne
W latach 1984–1987 jego żoną była dziennikarka Sarah Harvey, z którą ma syna Henry’ego (ur. 1985), absolwenta historii na Edinburgh University, którego ojcem chrzestnym został John Malkovich. W 1990 poślubił Evgenię Citkowitz, z którą zamieszkał w Los Angeles. Mieli dwie córki: Natalyę Morley (ur. 16 sierpnia 1996) i Imogen Morley (ur. 31 grudnia 1999).
Stał się pasjonatem sztuki i kolekcjonerem antyków.
Śmierć
13 stycznia 2023 Sands zaginął podczas wędrówki na Mount Baldy, niedaleko Los Angeles w Kalifornii. Od tego czasu nie był widziany, a policja badała miejsce jego pobytu. Śledztwo zostało utrudnione z powodu silnych burz, które wpłynęły na ten obszar krótko po zaginięciu aktora.
26 czerwca 2023 w rejonie zaginięcia Sandsa odnaleziono ludzkie szczątki, natomiast 28 czerwca potwierdzono, iż należą one do zaginionego aktora.

## Filmografia

### Filmy fabularne
- 1982: Parada szeregowców (Privates on Parade) jako marynarz
- 1984: Pola śmierci (The Killing Fields) jako Jon Swain
- 1984: Jankes na Oksfordzie (Oxford Blues) jako Colin
- 1985: Doktor i diabły (The Doctor and the Devils) jako dr Murray
- 1985: Pokój z widokiem (A Room with a View) jako George Emerson
- 1985: O zmierzchu (After Darkness) jako Laurence Hunningford
- 1986: Gotyk (Gothic) jako Shelley
- 1987: Sjesta (Siesta) jako Kit
- 1988: Gdzieśkolwiek jest, jeśliś jest... (Wherever you are) jako Julian
- 1988: Wibracje (Vibes) jako doktor Harrison Steele
- 1989: Noce w Tennessee (Tennessee Nights) jako Wolfgang Leighton
- 1989: Czarnoksiężnik (Warlock) jako czarnoksiężnik
- 1989: Manika, une vie plus tard jako Daniel Mahoney
- 1990: Arachnofobia (Arachnophobia) jako doktor James Atherton
- 1990: Słońce także nocą (Il Sole anche di notte) jako Sergio Giuramondo
- 1991: Wyspa miłości (Grand Isle) jako Alcee Arobin
- 1991: Niedobra (Cattiva) jako Gustav
- 1991: Improwizacja (Impromptu) jako Franz Liszt
- 1991: Nagi lunch (Naked lunch) jako Yves Cloquet
- 1992: Opowieść o wampirze (Tale of a Vampire) jako Alex
- 1992: Mężowie i kochankowie (La Villa del venerdi) jako Stefan
- 1993: Czarnoksiężnik 2 (Warlock II: The Armageddon) jako Czarownik
- 1993: Uwięziona Helena (Boxing Helena) jako dr Nick Cavanaugh
- 1994: Lamerica
- 1994: Mario und der Zauberer jako profesor Fuhrmann
- 1994: Wersja Browninga (The Browning Version) jako Tom Gilbert
- 1994: Tajemnica guwernantki (The Turn of the Screw) jako pan Cooper
- 1995: Zostawić Las Vegas (Leaving Las Vegas) jako Yuri
- 1996: Never Ever jako Roderick
- 1996: Jutro musi nadejść (Tomorrow Man) jako Kent
- 1997: Ta jedna noc (One Night Stand) jako Chris
- 1997: Dawno temu/Szmat czasu (Long Time Since) jako Michael James
- 1998: Upiór w operze (Il Fantasma dell’opera) jako Upiór
- 1999: Utracona niewinność seksualna (The Loss of Sexual Innocence) jako dorosły Nic
- 2000: Kochaj mnie (Love me) jako marynarz
- 2000: Przygody Jackie Chana (Jackie Chan Adventures) jako Valmont (głos)
- 2000: Więzy zła (Mercy) jako dr Dominick Broussard
- 2000: Timecode jako Quentin
- 2000: Vatel jako król Ludwik XIV
- 2000: Million Dollar Hotel (The Million Dollar Hotel) jako Terence Scopcy
- 2001: Hotel jako Tour Guide
- 2002: Żona wyrzutka (The Scoundrel’s Wife) jako dr Lenz
- 2003: Easy Six jako Packard Schmidt
- 2003: Medalion (The Medallion) jako Snakehead
- 2004: The Visitors jako Bill
- 2004: Romasanta jako Manuel
- 2005: Jej imię Carla (Her Name is Carla) jako Bill
- 2006: La Piste jako Gary
- 2007: Ocean’s Thirteen jako Greco Montgomery
- 2009: Blood And Bone jako Franklin McVeigh
- 2011: Dziewczyna z tatuażem (The Girl with the Dragon Tattoo) jako młody Henrik Vanger
- 2012: Suspension of Disbelief jako DCI Hackett
- 2012: Hirokin jako Viceroy Griffin
- 2013: Śmiertelna gra (All Things to All Men) jako Cutter
- 2014: Cesar Chavez jako Victore Representative
- 2014: Sześć lekcji tańca w sześciu tygodniach (Six Dance Lessons in Six Weeks) jako Winslow Cunard
- 2017: Dom zbrodni (Crooked House) jako Philip Leonides
- 2018: Walk Like a Panther jako Tony „Sweet Cheeks” Smith
- 2019: The Garden of Evening Mists jako Frederik Gemmell
- 2019: Malowany ptak (Nabarvené ptáče) jako Garbos
- 2021: Błogosławieństwo (Benediction) jako naczelny oficer medyczny

### Filmy TV
- 1984: Słońce też wschodzi (The Sun Also Rises) jako Gerald
- 1984: Poślubiony człowiek (A Married Man) jako Guy Lough
- 1985: Romans w Orient Expressie 125 (Romance on the Orient Express) jako Sandy
- 1986: Harem jako Forest
- 1987: Basements jako pan Sands
- 1989: Murder by Moonlight jako major Stepan Gregorivitj Kirilenko
- 1992: Szalona w miłości (Crazy in Love) jako Mark Constable
- 1994: Witch Hunt jako Finn Macha
- 1995: Wielka ucieczka małego słonia (The Great Elephant Escape) jako Clive Potter
- 1996: Schyłek lata (End of Summer) jako Basil
- 2002: Napoleon (Napoléon) jako Klemens Metternich
- 2002: Czerwona Róża (Rose Red) jako Nick Hardaway
- 2004: Pierścień Nibelungów (Ring of the Nibelungs) jako Hagen
- 2005: Kenneth Tynan: In Praise of Hardcore jako sir Laurence Olivier
- 2014: Rosamunde Pilcher: Moje nieznane serce (Rosamunde Pilcher: Mein unbekanntes Herz, TV) jako Richard Mellor

### Seriale TV
- 1982: Gra na dzisiaj (Play for Today) jako Bridegroom
- 1984: Skrzynka przyjemności (The Box of Delights) jako grecki żołnierz
- 1996: Szpital Dobrej Nadziei (Chicago Hope) jako Bradford Whittle
- 2004: Słowo na L jako Nick Barashkov
- 2005: Gwiezdne wrota (Stargate SG-1) jako Doci
- 2005: Prawo i bezprawie (Law & Order: Special Victims Unit) jako Barclay Pallister
- 2006: 24 godziny (24) jako Vladimir Bierko
- 2008: Gwiezdne wrota: Arka Prawdy (Stargate: The Ark of Truth) jako Doci
- 2008: Szminka w wielkim mieście (Lipstick Jungle) jako Hector Matrick
- 2009: Tajemnice Smallville (Smallville) jako Jor-El
- 2009: Castle jako Teddy Farrow
- 2012: Impersonalni (Person of Interest) jako Alistair Wesley
- 2013: Dexter jako Miles Castner
- 2015: Gotham jako dr Gerald Crane
- 2017: Will jako Barrett Emerson
- 2018: Elementary jako Jasper Wells
- 2018: Czarna lista (The Blacklist) jako Sutton Ross
- 2019: What/If jako Liam Strom
- 2019: Into the Dark jako Steven